# Jari Litmanen

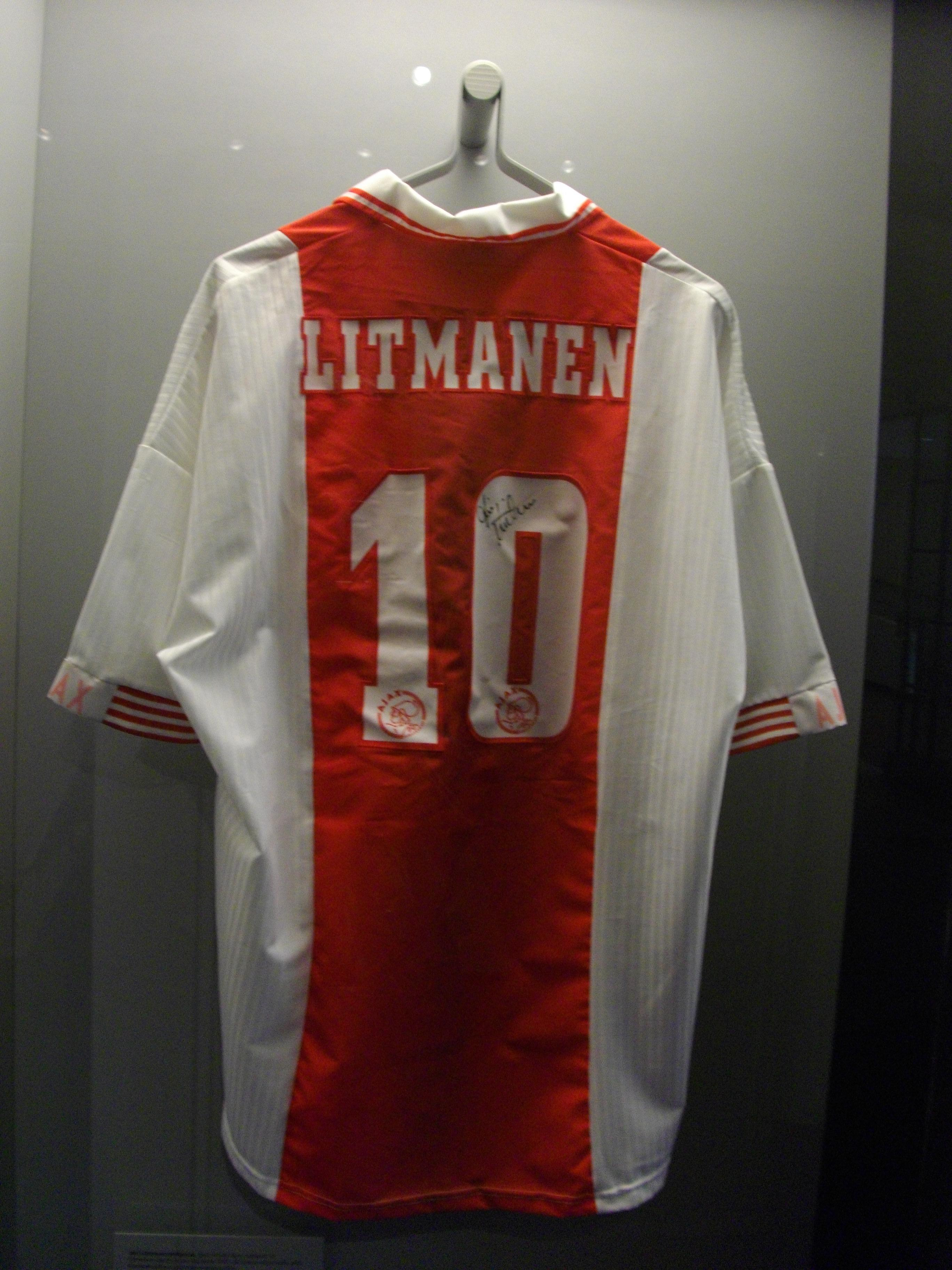
Koszulka Litmanena z Ajaksu

Jari Litmanen (ur. 20 lutego 1971 w Lahti) – fiński piłkarz występujący na pozycji napastnika, reprezentant kraju.
Jego ojciec, Olavi, również był piłkarzem i reprezentantem Finlandii; matka Liisa także uprawiała futbol. Jego siostra Sini jest koszykarką. W młodości trenował również hokej.
Rozpoczął karierę w Reipasie Lahti, w którym zadebiutował 3 maja 1987 w meczu z Koparit. Po tym, jak w 1990 roku Reipas zajął czwarte miejsce w lidze, Litmanen przeszedł do HJK Helsinki, a Reipas w kolejnym sezonie spadł z ligi, na co wpływ miały problemy finansowe klubu. Następnie grał w Myllykosken Pallo-47, z którego w sierpniu 1992 trafił do Ajaksu Amsterdam, z którym podpisał roczny kontrakt z możliwością przedłużenia. Został piłkarzem roku 1993 w Holandii. W sezonie 1993/1994 został królem strzelców Eredivisie z 26 bramkami, w sezonie 1994/1995 wygrał z Ajaksem Ligę Mistrzów, natomiast rok później dotarł z tym klubem do finału tych rozgrywek, a sam został królem strzelców tych rozgrywek z 9 golami. Strzelił m.in. bramkę w przegranym po rzutach karnych finale z Juventusem. W czerwcu 1999 podpisał trzyletni kontrakt z FC Barcelona. W styczniu 2001 trafił do Liverpool F.C., w którym zadebiutował 10 stycznia w przegranym 1:2 meczu z Crystal Palace F.C., a pierwszego gola strzelił miesiąc później w zremisowanym 1:1 spotkaniu z Sunderlandem. W sierpniu 2002 wrócił do Ajaxu. W maju 2004 trafił do FC Lahti. W styczniu 2005 przeszedł do Hansy Rostock. W lipcu tegoż roku podpisał półroczny kontrakt z Malmö FF. W styczniu 2008 trafił do Fulham, a w sierpniu 2008 ponownie trafił do FC Lahti. W kwietniu 2011 trafił do HJK Helsinki.
Jest rekordzistą reprezentacji Finlandii pod względem liczby spotkań. W kadrze rozegrał w latach 1989–2010 137 meczów i strzelił 32 gole. W kadrze zadebiutował 22 października 1989 w meczu z Trynidadem i Tobago. Wcześniej grał również w kadrach młodzieżowych od U-15 do U-21, w których zagrał łącznie 27 razy.
10 października 2010 roku w fińskim mieście Lahti w obecności Litmanena dokonano odsłonięcia jego pomnika, który został ustawiony przed halą piłkarską w rodzinnym mieście zawodnika. W kwietniu 2012 został ekspertem i komentatorem sportowym Yle. We wrześniu 2012 swoją premierę miał film dokumentalny w reżyserii Miki Kaurismäkiego o Litmanenie, zatytułowany „Kuningas Litmanen” (Król Litmanen). We wrześniu 2015 wydał swoją autobiografię zatytułowaną „Litmanen 10”. W tym samym miesiącu został wpisany do galerii sław fińskiej piłki nożnej.
Ośmiokrotnie (1990, 1992–1998) był wybierany najlepszym piłkarzem roku w Finlandii przez dziennikarzy, a dziewięciokrotnie (1990, 1992–1998, 2000) przez Suomen Palloliitto. Ponadto w 1995 został najlepszym sportowcem roku w kraju.
7 sierpnia 2015 w Rzymie poślubił Ly Jürgenson, z którą ma dwóch synów urodzonych w 2005 i 2007 roku.
W 2003 roku Suomen Palloliitto uznała go za najlepszego fińskiego piłkarza pięćdziesięciolecia. Rok później uplasował się na 42. pozycji w głosowaniu na 100 najwybitniejszych Finów w historii.